# Pásztor János (klímaváltozás-szakértő)
Pásztor János (1955) magyar klímaváltozás-szakértő, diplomata. 2015. február 1-jétől Pan Gimun az ENSZ főtitkár-helyettesévé (Assistant Secretary-General) nevezte ki.

## Pályafutása
Az MIT-n szerzett BSc és MSc diplomát.
Pályafutását az Egyházak Világtanácsánál kezdte. Az 1980-as években részt vett az ENSZ Környezetvédelmi és Fejlődési Világbizottsága (Brundtland-bizottság) munkájában, később pedig az ENSZ 1992-es riói Környezet és Fejlődés Konferenciájának (Föld csúcs) előkészítésében. 1993-tól 2006-ig Az ENSZ éghajlatváltozási keretegyezménye (UNFCCC) bonni munkaszervezetében töltött be különböző vezető pozíciókat. 2007-ben Az ENSZ Környezetvédelmi Programja (UNEP) környezetvédelmi szervező csoportjának (Environment Management Group) igazgatója lett Genfben. 2008–2010-ben a főtitkár klímaváltozási támogató csoportjának igazgatójaként, 2011–2012-ben a főtitkár globális fenntarthatósági magas szintű paneljének ügyvezető titkáraként szolgált.
2012-től 2014-ig a WWF politikai és tudományos igazgatója, ezt követően 2015 elejéig a szervezet természetvédelemért felelős ügyvezető vezérigazgatója volt.
2015. február 1-jétől Pan Gimun az ENSZ főtitkár-helyettesévé (Assistant Secretary-General) nevezte ki, egyúttal a decemberben Párizsban megrendezésre kerülő éghajlatváltozási keretegyezmény konferenciáig a főtitkár klímaügyi tanácsadója is lesz.
Magyar és svájci állampolgár. Angolul, franciául, spanyolul, magyarul és németül beszél.